# Шарон (Вермонт)
Шарон (англ. Sharon) — місто (англ. town) в США, в окрузі Віндзор штату Вермонт. Населення — 1560 осіб (2020).

## Демографія
Згідно з переписом 2010 року, у місті мешкали 1502 особи в 621 домогосподарстві у складі 417 родин. Було 735 помешкань
Расовий склад населення:
| - 96,5 % — білих - 0,9 % — чорних або афроамериканців - 0,7 % — азіатів - 0,4 % — корінних американців |

До двох чи більше рас належало 1,3 %. Частка іспаномовних становила 1,2 % від усіх жителів.
За віковим діапазоном населення розподілялося таким чином: 21,2 % — особи молодші 18 років, 66,4 % — особи у віці 18—64 років, 12,4 % — особи у віці 65 років та старші. Медіана віку мешканця становила 44,2 року. На 100 осіб жіночої статі у місті припадало 99,2 чоловіків;  на 100 жінок у віці від 18 років та старших — 95,9 чоловіків також старших 18 років.
Середній дохід на одне домашнє господарство  становив 83 254 долари США (медіана — 68 438), а середній дохід на одну сім'ю — 102 706 доларів (медіана — 85 625). Медіана доходів становила 48 365 доларів для чоловіків та 44 432 долари для жінок. За межею бідності перебувало 15,6 % осіб, у тому числі 24,0 % дітей у віці до 18 років та 7,2 % осіб у віці 65 років та старших.
Цивільне працевлаштоване населення становило 748 осіб. Основні галузі зайнятості: освіта, охорона здоров'я та соціальна допомога — 25,0 %, роздрібна торгівля — 16,3 %, науковці, спеціалісти, менеджери — 14,7 %.